# Carlo Agostini
Mons. Carlo Agostini (22. dubna 1888 San Martino di Lupari – 28. prosince 1952 Benátky) byl italský římskokatolický kněz a patriarcha Benátek.

## Studia a kněžská služba
Narodil se 22. dubna 1888 v San Martino di Lupari. Vstoupil do Treviského semináře a roku 1906 byl poslán do Říma, kde studoval na Papežské akademii sv. Tomáše Akvinského, zde dostal doktorát z filosofie. Dále pokračoval ve studiu na Papežské univerzitě Gregoriana kde získal doktorát z teologie. Při studiu v Římě, se blízce seznámil s papežem Piem X., který ho přijal na několik soukromých audiencích.
Na kněze byl vysvěcen 24. září 1910 v kostele S. Dona di Piave, Andrea Giacintem Longhinem, O.F.M.Cap., biskupem Trevisa. Papež mu udělil výjimku z důvodu mladého věku aby obdržel kněžská svěcení. Ve stejný rok se stal profesorem biblické teologie v Treviském semináři. Dále působil jako profesor morální teologie a v letech 1925-1932 byl rektorem semináře. Učil náboženství na Scuole Medie of Palazzo Filodrammatici; and at Collegio Nicolò Tommaseo, kde také sloužil jako duchovní ředitel. Byl také vikářem farnosti S. Biagio di Callalta. Roku 1928 se stal kanovníkem katedrální kapituly.

## Biskupská služba, kardinál a smrt
Dne 30. ledna 1932 byl jmenován biskupem Padovi. Biskupské svěcení přijal 10. dubna 1932, z rukou Andrea Giacinta Longhina a spolusvětiteli byli Elia dalla Costa a Eugenio Beccegato.
Dne 5. února 1949 byl papežem Piem XII. ustanoven patriarchou Benátek. Byl předsedou církevního tribunálu, kde svědčil při procesu blahořečení Pia X.
Papež Pius XII. dne 29. listopadu 1952, oznámil že jej jmenoval kardinálem. Konzistoř měla proběhnout 12. ledna 1953, ale zemřel 28. prosince 1952, na následky leukémie. Jeho tělo bylo pohřbeno na hřbitově S. Michele v Benátkách. V listopadu 1957 bylo přesunuto do krypty benátské baziliky.